# Prosoplecta quadriplagiata
Prosoplecta quadriplagiata är en kackerlacksart som beskrevs av Walker, F. 1868. Prosoplecta quadriplagiata ingår i släktet Prosoplecta och familjen småkackerlackor. Inga underarter finns listade i Catalogue of Life.